# Lago di Managua
Il lago di Managua è un lago situato in Nicaragua. Si trova a un'altitudine di 39 m s.l.m. e ha una superficie di 1.042 km². La città di Managua, la capitale del Nicaragua, si trova sulla sua sponda sud-ovest.